# Hosenfeld
Hosenfeld település Németországban, Hessen tartományban. Lakosainak száma 4657 fő (2023. december 31.).

## Népesség
A település népességének változása:
| Lakosok száma | 4668 | 4650 | 4554 | 4593 | 4657 |
|               | 2017 | 2019 | 2021 | 2022 | 2023 |